# Ochsenbach (Gauangelbach)
Der Ochsenbach ist ein 4 km langer Bach im Rhein-Neckar-Kreis im nordwestlichen Baden-Württemberg, der im Dorf Schatthausen der Stadt Wiesloch von rechts und Nordnordwesten in den mittleren Gauangelbach mündet.

## Geographie

### Verlauf
Der Ursprung des Ochsenbach liegt auf dem südwärts auskeilenden Abfall des Königstuhlmassives östlich von Leimen, der dort fast geschlossen von buchenreichem Wald bedeckt ist. Ein Büschel von meist wasserlosen, in den Löss eingerissenen Klingen läuft in südlicher bis westlicher Richtung auf den Leimener Weiler Ochsenbach zu, kurz vor dem sich in der offenen Flur die letzten zwei der mehr oder weniger hoch in den kleinen Schluchten entstandenen periodischen Wasserläufe vereinen. Als Hauptoberlauf gilt offiziell der Bachzweig in der östlichsten, südwärts laufenden Klinge, die im Gewann Gründel auf etwa 295 m ü. NHN beginnt und dann bald und bis zum Waldaustritt das Gewann Eichelklinge durchzieht.
Außerhalb des Waldes verlaufen die beiden Hauptäste in recht geraden, von Wirtschaftswegen begleiteten kahlen Gräben. Der rechte Hauptast aus dem Wald Eisenkeutel im Nordwesten durchzieht wenige Schritte vor der Vereinigung einen periodischen Tümpel. Einen Viertelkilometer nach dieser läuft von links am Ortsrand von Ochsenbach aus den Spitzäckern die recht kurze, meist wasserlose Vordere Brennofenklinge zu. Danach durchzieht der Ochsenbach den gleichnamigen Weiler in meist offenem, aber eher unscheinbarem Lauf nach Südsüdosten. Am unteren Weilerrand passiert der Bach dabei zwei baumumsäumte Teiche von zusammen etwa 0,2 ha am rechten Ufer.
Der Ochsenbach läuft nun in einem schmalsohligen Tälchen mit zuweilen Hecken am Hang, um die und zumeist über denen meist Äcker liegen. Linksseits begleitet ihn die K 4159 Ochsenbach–Schatthausen. Weniger als einen halben Kilometer unterhalb des Weilers durchzieht der Bach ein langes Feuchtgebiet aus sickerquelligen Wiesen mit Landröhrichtflächen und eingestreuten Weidengebüschen, auch dem Lauf folgt nun eine vorerst noch lückenhafte Galerie.
Am Ende des Feuchtgebietes wechselt der Bach über die Stadtgrenze auf die Teilgemarkung Schatthausen von Wiesloch. Die Begleitgalerie ist nunmehr dicht mit Kronenschluss über dem Wasser, beidseits von ihr liegen nun Äcker wie schon vor Ochsenbach auch in der Aue. Am rechten Unterhang steht der Aussiedlerhof Rauhwiesenhof, ab dem der zuvor recht gerade Bachlauf sich zu schlängeln beginnt, danach am linken die kleine Ochsenbachsiedlung. Unter dieser quert der Damm des Hochwasserrückhaltebeckens Ochsenbachtal die Aue. Weniger als 200 Meter weiter tritt der Bach in die Ortskontur von Schatthausen ein, dessen neuere Bebauung rechts und links allerdings zunächst die recht breite Wiesenaue meidet.
Schließlich quert der Bach die L 547 Mauer–Wiesloch und läuft dann seine letzten hundert Meter zwischen dem Westrand von Schatthausen und dem direkt anschließenden Talsportplatz zu seiner Mündung auf etwa 170 m ü. NHN von rechts in den Gauangelbach.
Der Ochsenbach mündet nach 4,0 km langem Lauf mit mittlerem Sohlgefälle von etwa 32 ‰ rund 125 Höhenmeter unterhalb seines Klingenursprungs im Gründel.

### Einzugsgebiet
Der Ochsenbach hat ein 3,6 km² großes Einzugsgebiet, das sich von der Feldkuppe Löchelstein an der nördlichen Wasserscheide etwa 4,4 km weit südsüdostwärts bis zur Mündung bei Schatthausen erstreckt. Quer dazu ist es bis zu 0,9 km breit. Der mit etwa 334 m ü. NHN höchste Punkt auf dem Löchelstein liegt etwa 0,5 km südwestlich von Lingental. Der oberste, nordwestliche Teil von ihm, rund 1 km² groß, liegt auf der Südabdachtung des Königstuhl-Massivs, naturräumlich im Westlichen Kleinen Odenwald, einem Teil des Unterraums Kleiner Odenwald im Buntsandstein-Odenwald, der größere übrige im Angelbachgäu, einem Teil des Unterraums Lein-Elsenz-Hügelland des Kraichgaus. Die Naturraumgrenze folgt etwa der unteren Waldgrenze nordwestlich von Ochsenbach.
Reihum grenzen die Einzugsgebiete der folgenden Nachbargewässer an:
- Hinter der kurzen nordwestlichen Wasserscheide fließt der Rösbach zum Landgraben, einem Zufluss des Leimbachs;
- im Nordosten und Osten fließt fast parallel zum Ochsenbach der diesen aufnehmenden obere Gauangelbach, ein höherer Leimbach-Zufluss;
- im Westen fließt ebenfalls etwa parallel der Maisbach zum Gauangelbach, der im nördlichen Bereich über seinen linken Oberlauf Daisbach konkurriert.

Das nördliche und mittlere Einzugsgebiet liegt, ausgenommen nur einen sehr kleinen Keil Gaiberger Gemeindegebietes im Wald, im Stadtgebiet von Leimen mit dem Weiler Ochsenbach als einzigem Siedlungsplatz darin. Der kleinere, mündungsnahe und südliche Einzugsgebietsteil gehört zum Stadtgebiet von Wiesloch, dort stehen der Rauhwiesenhof am rechten und die Ochsenbachsiedlung am linken Unterhang und vor allem liegt ein Sektor des Dorfes Schatthausen um die Mündung.

### Zuflüsse und Seen

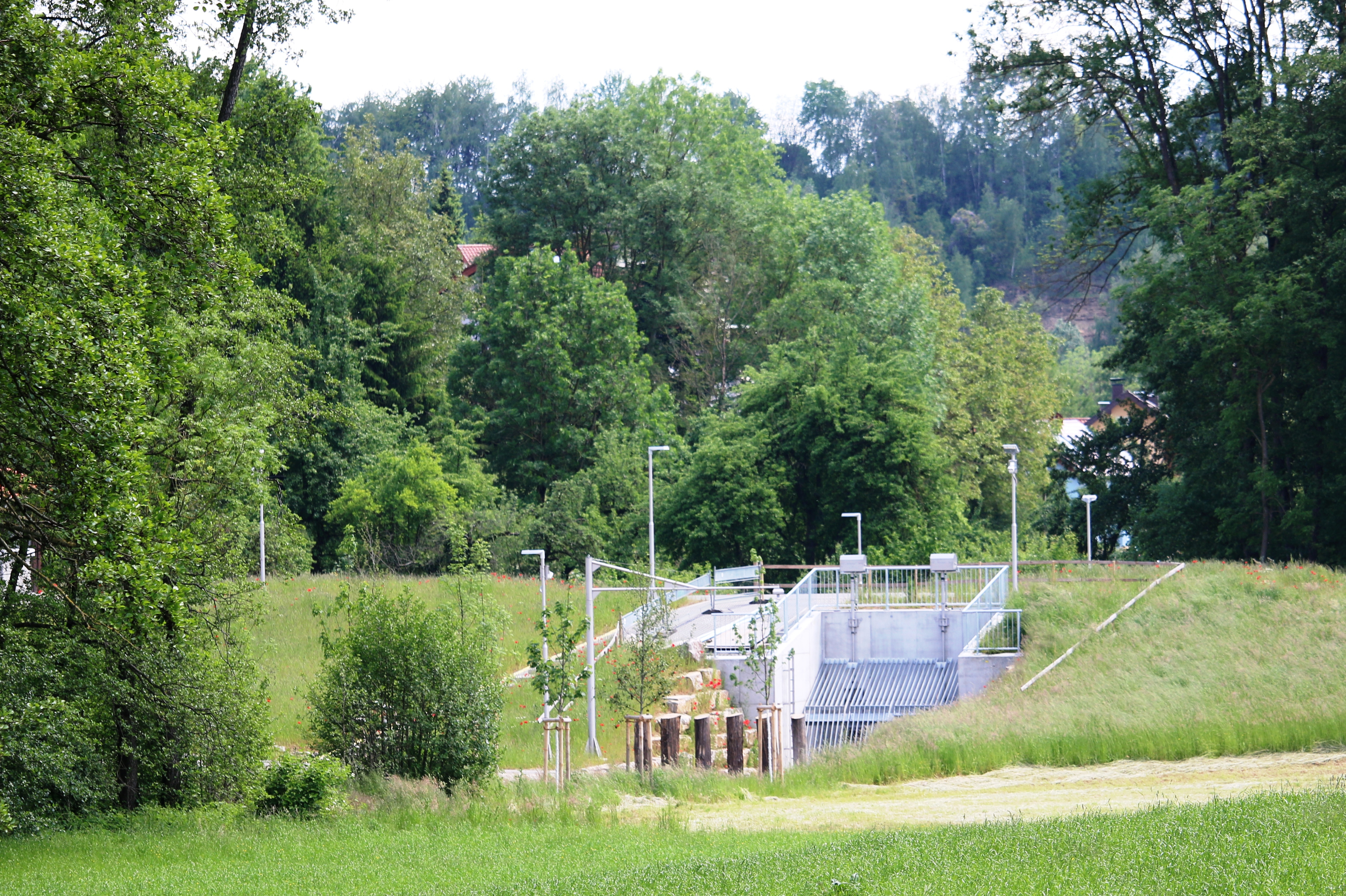
Damm des Hochwasserrückhaltebeckens

Liste der Zuflüsse und  Seen und  Hochwasserrückhaltebecken von der Quelle zur Mündung. Gewässerlänge, Seefläche, Einzugsgebiet und Höhe nach den entsprechenden Layern auf der Onlinekarte der LUBW. Andere Quellen für die Angaben sind vermerkt.
Ursprung des Ochsenbach auf etwa 295 m ü. NHN im Waldgewann Gründel jeweils etwa einen Kilometer südöstlich von Leimen-Lingental und nordnordwestlich von Leimen-Ochsenbach. Der Bach fließt durchweg in mit leichten Schwankungen südsüdöstlicher Richtung und tritt nach durchfließen des Waldgewanns Eichelklinge in die freie Flur.
- (Klingenbach aus dem Waldgewann Eisenkeutel), von rechts und Nordwesten auf etwa 222 m ü. NHN an einer Wirtschaftsweggabel etwa 0,3 v vor der Ortsgrenze von Ochsenbach, ca. 1,0 km und ca. 0,9 km². Entsteht auf etwa 288 m ü. NHN in der oberen Eichelklinge. Unbeständige Wasserführung.
  - (Klingenbach aus dem Waldgewann Säumagen), von rechts und Westnordwesten auf wenig über 260 m ü. NHN, ca. 0,5 km und ca. 0,2 km². Entsteht auf wenig über 300 m ü. NHN. Unbeständige Wasserführung.
  - (Klingenbach aus dem Waldgewann Vogelherd), von rechts und Westen auf wenig unter 260 m ü. NHN, ca. 0,6 km und ca. 0,1 km². Entsteht auf etwa 303 m ü. NHN. Unbeständige Wasserführung.
- Passiert auf etwa 205 m ü. NHN am Ortsende von Ochsenbach zwei Teiche rechts am Lauf, zusammen 0,2X ha.
- Fließt auf etwa 199–193 m ü. NHN am als Naturdenkmal geschützten, ans rechte Ufer grenzenden Feuchtgebiet Ochsenbacher Rohrwiesen vorbei.
- Durchfließt zu Füßen der Ochsenbachsiedlung von Wiesloch am linken Hang das Hochwasserrückhaltebecken Ochsenbachtal. Hinter dem im Jahr 2020 errichteten, 4,4 km hohen Erddamm können bis zu 37.000 m³ Hochwasser zurückgehalten werden, die dann gesteuert wieder abfließen. Das vom Abwasser- und Hochwasserschutzverband Wiesloch betriebene Becken liegt gewöhnlich trocken.[LUBW 8]

Mündung des Ochsenbachs von rechts und Nordnordwesten auf ca. 170 m ü. NHN in den Gauangelbach zwischen dem Westrand von Wiesloch-Schatthausen und dem gleich anschließenden Talsportplatz. Der Ochsenbach ist 4,0 km lang und hat ein 3,6 km² großes Einzugsgebiet.

## Geologie
Das Einzugsgebiet des Ochsenbachs ist weitflächig von Lösssediment aus pleistozäner Ablagerung bedeckt. Nur an zwei Stellen am linken Hang, um Ochsenbach und etwas vor dem Rauhwiesenhof, gibt es am linken Talhang Fenster auf die triassischen Schichten darunter. Dort steht überwiegend der Untere Muschelkalk an. Auf dem Talgrund liegt schon im unteren Teil der Quellklingen Schwemmland, das ab Ochsenbach und bis zur Mündung aus Auenlehmen besteht. Auch in einigen nur kurzen und bachlosen Seitenmulden liegt Schwemmland.
Es werden zwei Störungslinien vermutet, eine von Südwesten her kommende, welche die zwei Quellklingen kreuzt und dann im Gewann Breitäcker nahe der Wasserscheide zum Tal des oberen Gauangelbachs endet. An dieser setzt eine südsüdostwärts am mittlerem linken Talhang laufende an, die bei Ochsenbach einen sehr schmalen Streifen Oberen Buntsandsteins an der Bergseite unter der Lösssedimentdeckung vom Unteren Muschelkalk talseitig trennt; die Hochscholle liegt also links.

## Natur und Schutzgebiete
Der Ochsenbach läuft unterhalb des gleichnamigen Weilers zunächst begradigt und bis zu drei Metern eingetieft in seiner Talaue. Auch danach im Feuchtgebiet bleibt er begradigt, ist etwa meterbreit und nurmehr etwa anderthalb Meter eingetieft. Dort gibt es am rechten Auenrand eine kleine Fließquelle. Auf Schatthausener Grund hat der nun naturnahere Bach seine natürlichen Windungen behalten und fällt an manchen Stellen über Baumwurzeln in kleine Kolke, schnelle Laufstrecken wechseln mit langsamen ab, das Sediment ist meist schlammig. In der dichten Begleitgalerie dominiert die Schwarzerle.
Das Feuchtgebiet unterhalb von Ochsenbach steht unter dem Namen Ochsenbacher Rohrwiesen unter Naturdenkmalschutz. Das gesamte Einzugsgebiet, ausgenommen nur die Ortsfluren, gehört zum Landschaftsschutzgebiet Bergstraße-Süd. Fast das gesamte offene Einzugsgebiet liegt in einem weit über dieses ausgreifenden Wasserschutzgebiet, Wasserfassungen gibt es im Weiler Ochsenbach und am Anfang des Wieslocher Talabschnitts. Zu etwa drei Vierteln, nämlich ohne den Wieslocher Gebietsanteil, gehört es dem Naturpark Neckartal-Odenwald an.

### LUBW
Amtliche Online-Gewässerkarte mit passendem Ausschnitt und den hier benutzten Layern: Lauf und Einzugsgebiet des Ochsenbachs und des Maisbachs

Allgemeiner Einstieg ohne Voreinstellungen und Layer: Daten- und Kartendienst der Landesanstalt für Umwelt Baden-Württemberg (LUBW) (Hinweise)
1. 1 2 3 4  Höhe nach dem Höhenlinienbild auf dem Hintergrundlayer Topographische Karte.
2. 1 2  Länge nach dem Layer Gewässernetz (AWGN).
3. 1 2  Einzugsgebiet nach dem Layer Basiseinzugsgebiet (AWGN).
4. ↑  Natur teilweise nach dem Layer Geschützte Biotope.
5. ↑  Länge abgemessen auf dem Hintergrundlayer Topographische Karte.
6. ↑  Seefläche nach dem Layer Stehende Gewässer.
7. ↑  Einzugsgebiet abgemessen auf dem Hintergrundlayer Topographische Karte.
8. ↑  Daten des Hochwasserrückhaltebeckens nach dem Layer Stauanlage.
9. ↑  Schutzgebiete nach den einschlägigen Layern, Natur teilweise nach dem Layer Geschützte Biotope.

### Andere Belege
1. ↑  Abfluss-BW - Daten und Karten
2. ↑  Josef Schmithüsen: Geographische Landesaufnahme: Die naturräumlichen Einheiten auf Blatt 161 Karlsruhe. Bundesanstalt für Landeskunde, Bad Godesberg 1952. → Online-Karte (PDF; 5,1 MB)
3. ↑  Geologie nach den Layern zu Geologische Karte 1:50.000 auf: Mapserver des Landesamtes für Geologie, Rohstoffe und Bergbau (LGRB) (Hinweise)